# Ikornnes
Ikornnes is een plaats in de Noorse gemeente Sykkylven, provincie Møre og Romsdal. Ikornnes telt 826 inwoners (2007) en heeft een oppervlakte van 0,92 km².
Hier bevindt zich de hoofdzetel van Ekornes, de grootste Noorse meubelfabrikant. In de plaatselijke fabriek worden Stressless-zetels en sofa's geproduceerd.